# Inocência
Aparecida do Inocência, amtlich Município de Inocência, ist eine Stadt im brasilianischen Bundesstaat Mato Grosso do Sul in der Mesoregion Ost in der Mikroregion Paranaíba.

## Geografie

### Lage
Die Stadt liegt 337 km von der Hauptstadt des Bundesstaates (Campo Grande) und 737 km von der Landeshauptstadt (Brasília) entfernt. Nachbarstädte sind im Norden Paranaíba und Cassilândia, im Süden Água Clara, im Osten Três Lagoas und Selvíria und im Westen Camapuã.

### Gewässer
Die Stadt steht liegt im Becken des Rio Pardo, der in den Rio Paraná fließt, der zum Flusssystem des Río de la Plata gehört. Weitere Flüsse: 
- Rio das Morangas: linker Nebenfluss des Rio Sucuriú.
- Rio Pântano: rechter Nebenfluss des Rio Paraná.
- Rio Quitéria: rechter Nebenfluss des Rio Paraná.
- Rio São José: linker Nebenfluss des Rio Sucuriú.
- Rio São Mateu: linker Nebenfluss des Rio Sucuriú.
- Rio São Pedro: linker Nebenfluss des Rio Sucuriú.
- Rio Sucuriú: rechter Nebenfluss des Rio Paraná.

### Vegetation
Das Gebiet ist ein Teil der Cerrados (Savanne Zentralbrasiliens).

### Klima
In der Stadt herrscht tropisches Höhenklima (Cwa). Im Jahr fallen zwischen 1500 und 1700 mm Niederschläge. Die Trockenzeit dauert 2 bis 3 Monate.

## Verkehr
In der Stadt mündet die Landesstraße MS-112 in die Landesstraße MS-316.

## Durchschnittseinkommen und HDI
Das Durchschnittseinkommen lag 2011 bei 26.506 Real, der Index der menschlichen Entwicklung (HDI) bei 0,697.